# Talang 2008

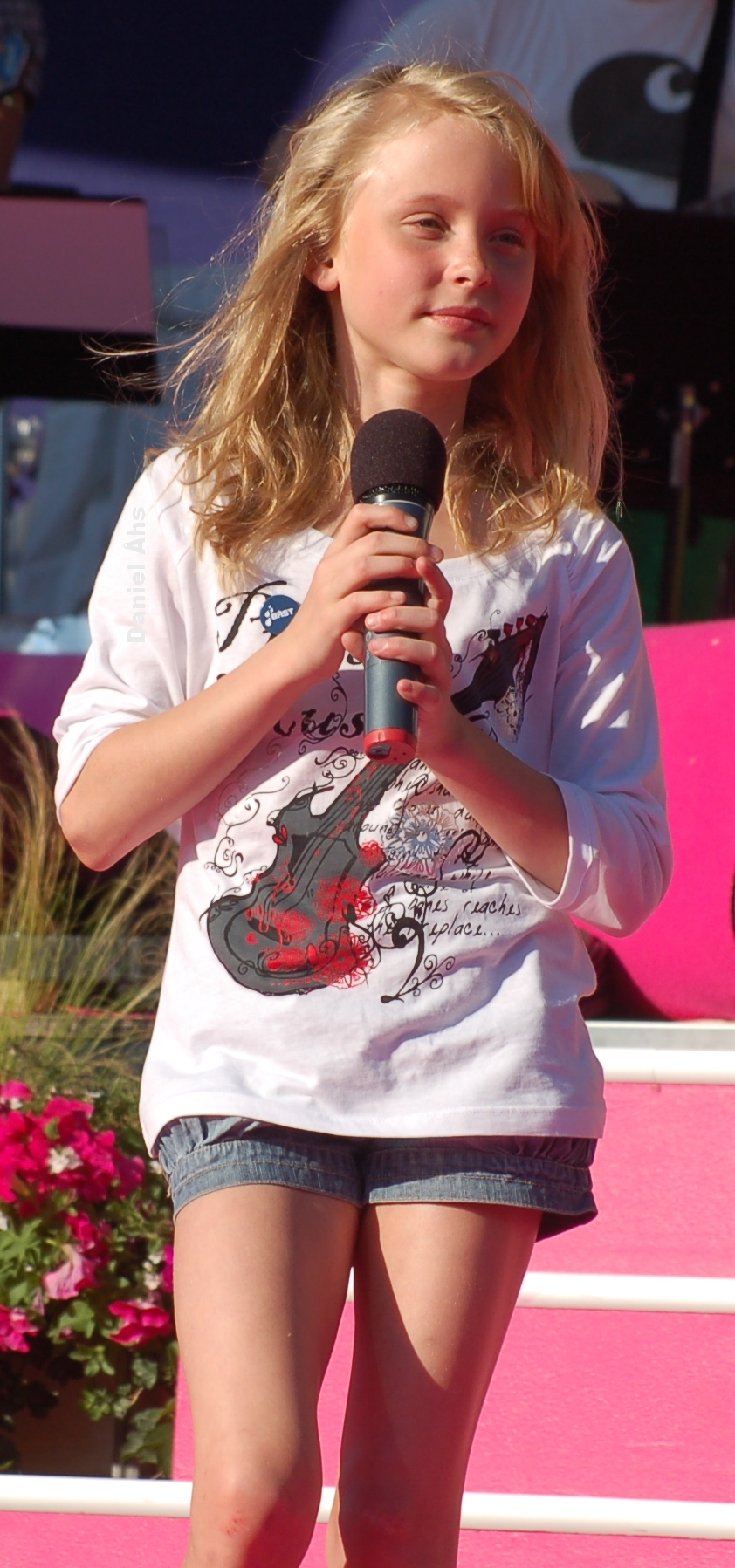
Zara Larsson vann Talang 2008. Bilden är tagen under Sommarkrysset på Gröna Lund i juli samma år.

Talang 2008 var den andra säsongen av TV-programmet Talang som sändes i TV 4. Första programmet sändes i april 2008 och det sista programmet i maj samma år. Precis som året innan var programledaren Peppe Eng. Han hade med sig komikern Kodjo Akolor som sin bisittare detta år. Även juryn var delvis förändrad detta år. Kvar från året innan var Tobbe Blom och juryns ordförande Bert Karlsson. Däremot ersatte Sofia Wistam tidigare Hanna Hedlund. Anledningen var att Hedlund vid tillfället för Talang 2008 arbetade på TV3. Vinnare blev slutligen Zara Larsson, som i finalen den 30 maj framförde My Heart Will Go On.
2008 års upplaga blev en stor framgång för TV4. För att få fram talanger från hela Sverige genomförde man en auditionturné. Städerna som besöktes var Falun, Umeå, Malmö, Göteborg och Stockholm, alla auditioner ägde rum under mars 2008.
I de fem första programmen bestämde juryn vilka som skulle gå vidare. Därefter tog tittarna successivt över makten och avgjorde vem som skulle ta hem titeln Talang 2008 och priset på en halv miljon kronor.